# Покорение Эвереста
«Покорение Эвереста» (англ. The Conquest of Everest) — документальный фильм режиссёра и альпиниста Джорджа Лоу. Мировая премьера состоялась 7 декабря 1953 года.

## Сюжет
Подготовка к первому восхождению на Эверест заняла три десятилетия. В начале 20-х годов XX столетия Джордж Мэллори совершил три попытки подняться на самую высокую вершину планеты, но все они потерпели неудачу. Фильм посвящён более успешной попытке восхождения 1953 года. Большая часть видеоматериала отснята одним из участников восхождения.

## Номинации и награды
Премии Академии кинематографических наук и искусств, 1954
- «Оскар» за лучший документальный фильм — номинация[1]

БАФТА, 1954
- Лучший документальный фильм — награда
- Сертификат заслуг — награда

Национальный совет кинокритиков США, 1953
- Лучший зарубежный фильм года (номинация)

New York Film Critics Circle
- Специальное упоминание
- Второй приз за лучший фильм года

## Релиз на DVD
Фильм был выпущен на Region 0 DVD-R компанией Альфа Видео 28 января 2014 года.